# マザー・ラヴ・ボーン
マザー・ラヴ・ボーン（英語: Mother Love Bone）は、アメリカのロックバンド。1988年にシアトルで結成され、グランジシーン黎明期において人気を獲得しつつあったが、アルバムリリース直前にフロントマンのアンドリュー・ウッドがヘロインのオーバードースにより24歳で死去し、解散を余儀なくされた。

## 略歴

### バンド結成
1988年に元グリーン・リヴァーのジェフ・アメン（ベース）、ブルース・フェアウェザー（リードギター）、ストーン・ゴッサード（リズムギター）、元マルファンクションのアンドリュー・ウッド（ボーカル、ピアノ）、元10ミニット・ウォーニング／スキン・ヤードのグレッグ・ギルモア（ドラムス）の5人で結成。結成直後からレコーディングとライヴを活発に行い、特にヴォーカリストであるウッドのアグレッシヴなライヴパフォーマンス、奇抜な衣装、または夢想的な歌詞などで、シアトルで将来を期待されるバンドの一つとして注目を集めた。

### デビューとウッドの死による解散
1988年11月にポリグラムとレコード契約を果たし、ポリグラムはバンド専用のレーベルであるスタードッグを創設した。1989年3月にデビューEP『Shine』をリリース。9月からフルアルバムの制作に取り掛かり11月にレコーディングが完了。1stアルバム『アップル』は翌1990年3月にリリース予定だったが、発売予定日の数日前に、長年ドラッグ使用の問題を抱えていたウッドがヘロインのオーバードースにより脳死状態に陥る。ウッドは病院の延命治療を受けたが、脳死から2日後に家族と友人に看取られながら3月19日に死去した。24歳没。ウッドの死によりマザー・ラヴ・ボーンも解散し、唯一のアルバム『アップル』は同年7月にリリースされた。

## バンド解散後
ウッドの死から数ヵ月後、アメンとゴッサードはウッドのルームメイトであり友人であったサウンドガーデンのクリス・コーネルを誘い、ウッドへのトリビュート・バンドであるテンプル・オブ・ザ・ドッグを結成。1991年4月に唯一のアルバム『テンプル・オブ・ザ・ドッグ』をリリースし全米5位を獲得。同作はプラチナディスクに認定された。アメンとゴッサードは1990年にパール・ジャムを結成しグランジシーンを代表するバンドとして大きな成功を収めた。結成から四半世紀が経った現在も第一線で活動を行っている。
フェアウェザーはウッドの死後しばらくは音楽活動から身を退いていたが、1992年にラヴ・バッテリーの新ベーシストとして加入、2枚のアルバム制作に参加した。2006年には新バンドThe Press Corpsを結成した。
ギルモアも解散後は活動を停止していたが、1992年にChubby Childrenでドラムを叩いた。その後もジャック・エンディノとのコラボレーションなどで活動した。

## メンバー
- アンドリュー・ウッド（Andrew Wood） - ボーカル、ピアノ
- ブルース・フェアウェザー（Bruce Fairweather） - リードギター
- ストーン・ゴッサード（Stone Gossard） - リズムギター
- ジェフ・アメン（Jeff Ament） - ベース
- グレッグ・ギルモア（Greg Gilmore） - ドラムス

## 作品

### アルバム
- アップル - Apple （1990年）

### コンピレーション・アルバム
- マザー・ラヴ・ボーン - Mother Love Bone （1992年）

### EP
- Shine （1989年）

### シングル
- ""Hold Your Head Up" / "Lady Godiva Blues" / "Man Of Golden Words" (alternative version)" （1989年）
- "Stardog Champion" （1990年）
- "This Is Shangrila" （1990年）
- "Stargazer" （1990年）
- "Stardog Champion" （1992年）
- "Capricorn Sister" （1992年）

### ビデオ
- The Love Bone Earth Affair （1993年）